# Bernkastler Platz
Der Bernkastler Platz (umgangssprachlich: Rosengarten) ist eine geschützte Grünanlage im Berliner Ortsteil Lankwitz. Der parkähnliche Stadtplatz ist als Zeugnis der Gartenkunst der Wilhelminischen Zeit ein Kulturdenkmal des Landes Berlin.

## Lage
Der trapezförmige Platz liegt im sogenannten Weinviertel von Lankwitz an der Leonorenstraße zwischen dem Bahndamm der Anhalter Vorortbahn und der Bernkastler Straße. Im Osten grenzt der Platz an die Bruchwitzstraße.
An der Leonorenstraße befindet sich das zur Anlage gehörende ehemalige Parkwohnhaus, das umgangssprachlich Käseglocke genannt wird, sowie ein Vorplatz. Gegenüber liegen dort das Rathaus und der S-Bahnhof (Linie S25). In der Leonorenstraße verkehren mehrere Buslinien mit Haltestellen in direkter Nähe zum Platz.

## Geschichte
Unter Rudolf Beyendorff als erstem Bürgermeister der damals zum Landkreis Teltow gehörenden Gemeinde Lankwitz (ab 1920 ein Ortsteil von Berlin) wurde das Dorf Lankwitz 1908–1914 zur Gartenstadt Lankwitz, einer modernen Gemeinde als Vorort von Berlin für das wohlhabende Bürgertum aus Berlin, entwickelt.
Die Erstanlage des Stadtplatzes an der damaligen Viktoriastraße (seit 1937: Leonorenstraße) erfolgte als Platz A–B der Straße 8 im Jahr 1910 mit Ausbau bis 1914 durch die Gemeinde Lankwitz als Bauherr. Am 24. Oktober 1912 wurden der Platz und die vormalige Straße 8 des Bebauungsplanes der rheinland-pfälzischen Stadt Bernkastel-Kues gewidmet.
Die Anlage schirmte die angrenzenden, mehrstöckigen Mietshäuser, deren Fassaden nach Vorbildern englischer Gartenstädte gestaltet waren, vom Bahndamm ab. In einer Veröffentlichung der Lankwitzer Gemeindeverwaltung von 1914 ist zum Bernkastler Platz zu lesen:

„In unmittelbarer Nähe des Rathausplatzes, nach Osten zu, den Eingang zum Weinviertel bildend, ist der Bernkastler Platz mit dem Parkhause an der Viktoriastraße. Der Bernkastler Platz, durch die umgrenzenden Bauwerke gleichermaßen architektonisch wie durch seine Schmuckanlagen gärtnerisch entwickelt, bietet mit seinen weiten Grünflächen, seinen malerisch eingestreuten Blumenbeeten, den schön gepflegten Kieswegen und dem großen Wasserbecken auf der Ostseite, im Hintergrunde durch einen blumengeschmückten Pergolenlaubengang eingerahmt, einen so anmutigen Anblick, daß er stets ungeteilte Anerkennung findet. In glücklicher Weise ist hier der Charakter des Schmuckplatzes mit dem des Erholungsplatzes vereinigt und es ist eine Lust zu sehen, wie die Jugend, unbekümmert um die aufsteigende Wassersäule der Fontäne, hier ihre Schiffchen schwimmen lässt und sich an den munter in der Sonne spielenden Goldfischchen erfreut, wie die Kleinsten der Kleinen fröhlich im Sande buddeln und die Älteren ihren mannigfachen Sport treiben.“

In der Nacht vom 23. auf den 24. August 1943, die als Lankwitzer Bombennacht in die Geschichte eingegangen ist, wurde Lankwitz (irrtümlich) von der Royal Air Force bombardiert. Große Teile von Lankwitz wurden hierbei komplett zerstört, so auch alle Wohnhäuser in der Umgebung des Bernkastler Platzes sowie das nahegelegene 1895 errichtete Bahnhofsgebäude. Das gegenüberliegende Rathaus wurde schwer beschädigt, ebenso wurde die Kuppel des Parkwohnhauses (Käseglocke) zerstört.
Mit der Rekonstruktion der historischen Grünanlage würde 1975 begonnen. Hierzu konnte fast nur auf alte Postkarten und Fotos zurückgegriffen werden, was die Rekonstruktion gemäß der zuständigen Denkmalschutzbehörde besonders schwierig machte. Das Wasserbecken mit Fontäne musste aufgrund der völlig desolaten Bausubstanz abgerissen und nachgebaut werden. Diverse ursprüngliche Gestaltungselemente wie die den Platz einfassenden Buchenhecken, die Pergola, Rosenrabatten und Pflasterornamente mit Rosenrondellen wurden wiederhergestellt. Der vor der Rekonstruktion bis an das Wasserbecken heranführende verlängerte Hauptweg wurde entsprechend der ursprünglichen Anlage verkürzt und das Ende mit zwei rekonstruierten Statuetten markiert. Der rekonstruierte Platz wurde 1988 anlässlich der Lankwitzer 750-Jahr-Feier der Öffentlichkeit übergeben und als Gartendenkmal geschützt.
Der Platz wurde vom Bezirk Steglitz-Zehlendorf zum Denkmal des Monats Januar 2017 ernannt.

## Gartenanlage und Parkwohnhaus

### Allgemeine Beschreibung
Der Bernkastler Platz ist eines der wenigen noch erhaltenen Beispiele innerstädtischer Gartenkunst und ist der Berliner Schmuckplatz-Epoche zuzuordnen. Mit Springbrunnen, Pergola und Putten auf Postamenten entspricht die rund 18.000 m² große Grünanlage dem Repräsentationswunsch der Wilhelminischen Zeit (1890–1918). Als Zeugnis dieser Gartenkunst wurde der Bernkastler Platz im Interesse seiner Erhaltung für die Allgemeinheit als Gartendenkmal in die Berliner Denkmalliste eingetragen. Der Gartenarchitekt ist nicht bekannt, Bauherr war 1910–1914 die damalige Gemeinde Lankwitz.
Der Platz ist streng geometrisch in Form eines gleichschenkligen Trapezes (Schenkellänge 240 Meter, Basislänge 80 Meter) gestaltet. Er ist auf ein zugehöriges Parkwohnhaus (umgangssprachlich Käseglocke genannt) nebst Vorplatz an der schmalsten Seite ausgerichtet, das einst mit einer Tordurchfahrt im Erdgeschoss von der Leonorenstraße aus das Eingangstor zur Parkanlage bildete sowie den Hauptweg in der Mittelachse begründete. Die perspektivische Scheinwirkung wird durch zwei Reihen Pyramidenpappeln verstärkt, die parallel zu den Langseiten entlang Bahndamm und Bernkastler Straße stehen und den umlaufenden Weg flankieren.
Das Ende des Hauptweges wird durch zwei nach historischen Fotos rekonstruierte Statuetten, die Kinder mit Tieren darstellen, markiert. In der Mittelachse befindet sich ein Wasserbecken mit einstrahliger Fontäne. Die vor dem Wasserbecken liegende Rasenfläche wird wie das Becken von bogenförmig verlaufenden Wegen umschlossen. An das Becken schließt sich eine Holzpergola mit Sitzbänken an. 
Die geschützte Grünanlage verfügt über einen Spielplatz im östlichen Bereich (Ecke Bruchwitz-/Bernkastler Straße). Die historischen symmetrisch angelegten Schmuckbeete mit üppigem Blütenflor gibt es nicht mehr.

### Wasserbecken und Pergola
Im Ostteil des Platzes befindet sich ein ovales Klinkerbecken mit Sitzrand und einstrahliger Fontäne in der Mitte. Das ursprüngliche, um 1910 errichtete Wasserbecken mit Mittelfontäne wurde im Rahmen der Sanierung der Gesamtanlage abgerissen und 1988 in fünfmonatiger Bauzeit nachgebaut. Dabei erhielt die Fontäne, die früher mit Brauchwasser versorgt wurde, eine Umwälzpumpe. Die Länge des Wasserbeckens beträgt 26 Meter, die Breite 22 Meter und die Ziegelmauer ist 40 Zentimeter hoch.
Die breite Nordostseite wird durch eine gebogene oberhalb des Wasserbeckens gelegene weiße Holzpergola mit Ruheplätzen gerahmt. Die Pergola wurde anhand von Fotografien des historischen Originals im Rahmen der Rekonstruktion nachgebaut.

### Käseglocke

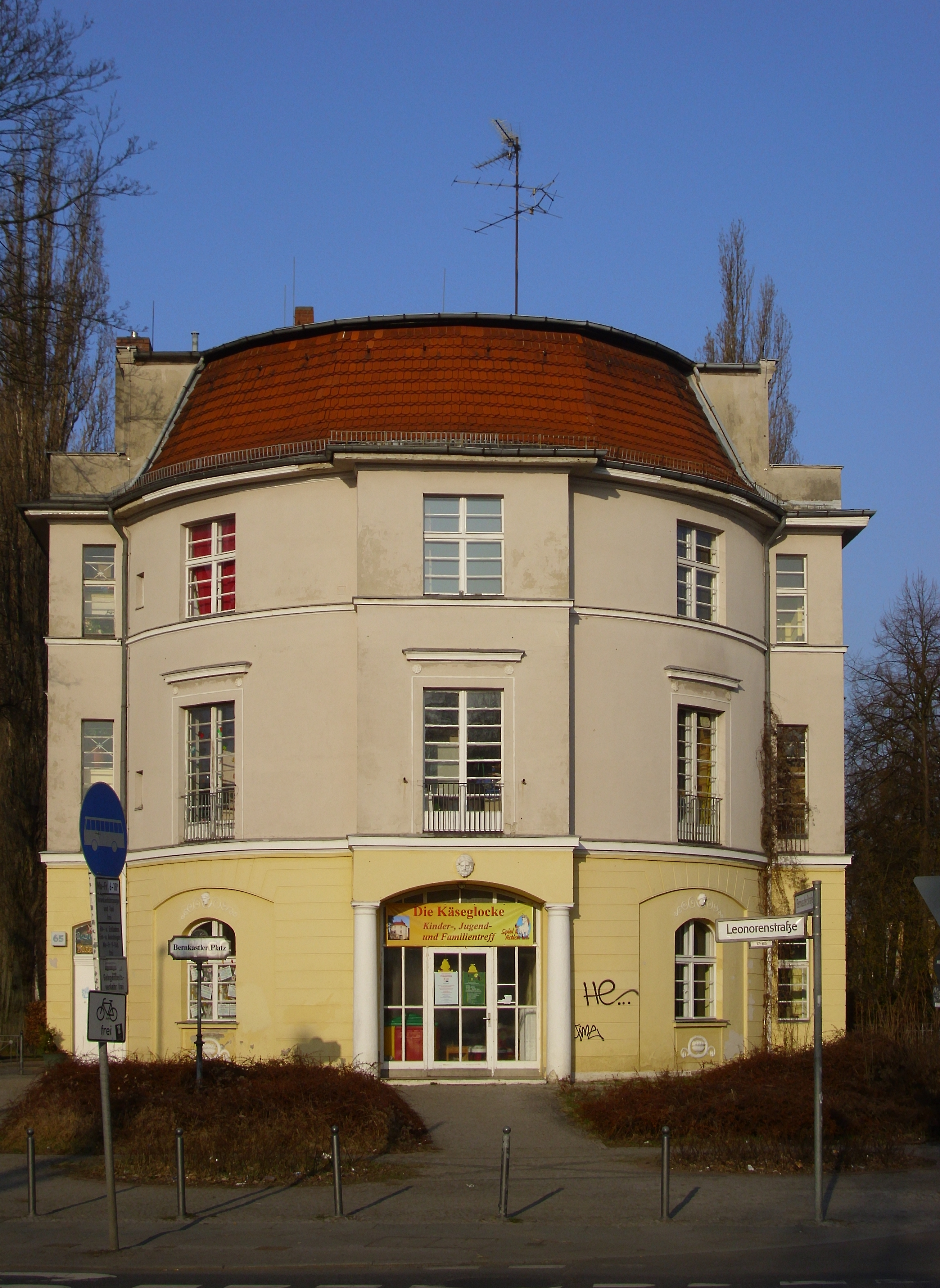
Käseglocke genanntes Parkwohnhaus (Front zur Leonorenstraße), Architekt: Fritz Freymüller

Das zwischen 1913 und 1914 nach den Entwürfen des damaligen Lankwitzer Gemeindebaurats Fritz Freymüller als Parkwohnhaus errichtete Gebäude, das umgangssprachlich Käseglocke genannt wird, befindet sich in der Mittelachse an der Schmalseite des Parks im Westen. Ursprünglich bildete eine Tordurchfahrt im Erdgeschoss von der Leonorenstraße aus das Entrée zum parkähnlichen Stadtplatz. Das auch als Pavillon bezeichnete Parkwohnhaus bildete ein Bauensemble mit dem damals reich geschmückten Rathaus (erbaut 1910–1911) sowie dem ehemals nicht minder prächtigen Bahnhofsgebäude (1895 fertiggestellt, 1943 komplett zerstört).
Das Gebäude wurde als Mietwohnhaus mit sechs Wohneinheiten erbaut. In der Lankwitzer Bombennacht im August 1943 wurde die Kuppel infolge des Einschlags einer Brandbombe zerstört, das vollständige Abbrennen konnte von Bewohnern verhindert werden.
Nach dem Zweiten Weltkrieg diente die Käseglocke als Wohnhaus für Lehrer des ab 1954 Beethoven-Oberschule heißenden Lankwitzer Gymnasiums, bis 1958 der Umbau zur Kinder- und Jugendfreizeiteinrichtung des Bezirks Steglitz erfolgte. So war das Gebäude bis Mai 2004 Sitz des bezirklichen Jugendfreizeitheim Theodor Fontane. Seit Juni 2004 wird die Einrichtung unter der Bezeichnung Käseglocke in freier Trägerschaft des Vereins Spiel & Action e. V. in Kooperation mit dem Bezirksamt Steglitz-Zehlendorf weitergeführt. Schwerpunkt der Arbeit des Kinder-, Jugend- und Familientreffs ist die offene Türarbeit, die Angebote stehen für jeden und ohne Anmeldung offen; es gibt u. a. einen kostenlosen Mittagstisch sowie verschiedene Spiel-, Spaß- und Bildungsangebote für Kinder und Jugendliche.
Das Gebäude in der Leonorenstraße 65 ist als Baudenkmal Parkhaus in der Berliner Denkmalliste erfasst. Vom Park aus sind mittig über dem Eingang bzw. ehemaligem Torbogen ein Frauenkopf sowie rechts und links über den Fenstern zwei Kinderköpfe als Relief zu sehen, die die Familie des Bauherren darstellen.